# Tectaria pica
Tectaria pica är en ormbunkeart som först beskrevs av Carl von Linné den yngre, och fick sitt nu gällande namn av Carl Frederik Albert Christensen. Tectaria pica ingår i släktet Tectaria och familjen Tectariaceae. Inga underarter finns listade.